# Semicossyphus darwini
O Bodião-gigante de Galápagos, é uma espécie de peixe do gênero Semicossyphus, da família Labridae. 

## Biologia
Sua dentição forte torna-o um predador oportunista de ouriços do mar, caranguejos e lagostas. Os machos são negros com uma mancha amarela no corpo, já as fêmeas são avermelhadas e muito menor que o macho. Podem ser encontrados na profundidade entre 3 - 100 m.

## Habitat
São encontrados em florestas de kelp e recifes rochosos costeiros.

## Distribuição
São encontrados no Sudeste do Pacífico. Dês do Equador até a região central do Chile, incluindo Peru e as Ilhas Galápagos.

## Pesca
No Chile se consome bastante essa espécie.